# Theater und Orchester Heidelberg
Das Theater und Orchester Heidelberg ist ein Fünf-Sparten-Haus mit Musiktheater, Konzert, Schauspiel, Tanz und Junges Theater. Es besteht seit 1853 und wurde mehrfach erweitert und umgebaut. 2012 wurde das komplett sanierte und um einen großen neuen Saal erweiterte Haus wiedereröffnet.
Seit 2005 gehört auch das Philharmonische Orchester der Stadt Heidelberg zum Theater und bildet eine eigene Sparte mit zahlreichen Konzerten sowie der Begleitung von Operninszenierungen. Intendant ist seit der Spielzeit 2011/12 Holger Schultze. Am 1. Juni 2017 verlängerte er seinen Vertrag bis 2026.
Das Theater und Orchester Heidelberg gehört mit 90–93 % zu den deutschlandweit bestausgelasteten Theatern und ist das Theater mit den meisten Festivals in einer Spielzeit. Neben den jährlich über 1.000 Vorstellungen veranstaltet das Theater und Orchester Heidelberg das Barockfest Winter in Schwetzingen, den Heidelberger Stückemarkt und die Heidelberger Schlossfestspiele, biennal das iberoamerikanische Theaterfestival ¡Adelante! und die Tanzbiennale.
Neben dem Marguerre-Saal, der 550 Zuschauer fasst, spielt das Theater und Orchester Heidelberg auf verschiedenen Bühnen wie dem Alten Saal, dem Zwinger 1 und 3 sowie Außenspielstätten im Stadtraum.
Das Theater beschäftigt über 350 feste Mitarbeiter und fast ebenso viele regelmäßige Gäste.

## Geschichte
Das Theater der Stadt Heidelberg wurde vom Stadtbaumeister Friedrich Lendorf im spätklassizistischen Stil erbaut und am 31. Oktober 1853 mit einer Aufführung von Friedrich Schillers Die Braut von Messina eröffnet. Im 19. Jahrhundert erweiterte man das Gebäude und baute es mehrmals um. 1924 wurde es innen und außen umgestaltet und 1925 mit Johann Wolfgang Goethes Egmont wiedereröffnet.
Im Jahr 1933 wurde mit Kurt Erlich ein linientreuer Nationalsozialist (NSDAP-Mitglied seit 1932) als Nachfolger von Erwin Hahn Intendant des Stadttheaters Heidelberg. Dort war er in den Sommern 1934–1938 zugleich mit der organisatorischen und technischen Leitung der sogenannten Reichsfestspiele im Heidelberger Schloßhof betraut, denen im Rahmen der nationalsozialistischen Freilicht- und Thing-Festspiele herausragende Bedeutung zukam. Erlich galt als linientreuer und zuverlässiger Parteigenosse, der die kulturpolitischen Ziele des Nationalsozialismus im Theaterwesen mit Nachdruck umsetzte. Er favorisierte im Einklang mit den Vorgaben der Deutschen Reichsdramaturgie in Berlin die Klassikerpflege, deutsche Unterhaltungsstücke, Geschichtsdramen und völkische Zeitdramatik.
1934 fand die Grundsteinlegung der Heidelberger Thingstätte statt, die als Außenstelle für die sogenannten Reichsfestspiele von 1935 bis 1939 für Aufführungen genutzt wurde. Nachdem der Spielbetrieb des Theaters 1944 eingestellt worden war, kam es 1945 relativ schnell zu einem Neuanfang. Der aus dem Schweizer Exil zurückgekehrte Gustav Hartung gründete gemeinsam mit Karl Heinz Stroux im Stadttheater die Kammerspiele Heidelberg. Bereits im selben Jahr erlebte auch das Musiktheater unter der Intendanz von Heinrich Köhler-Helffrich einen Neustart unter dessen Leitung beide Sparten 1946 zu den Städtischen Bühnen Heidelberg zusammengefasst wurden.
1978/79 erfolgte eine weitere erneute Restaurierung des Theatergebäudes in der Heidelberger Altstadt, 1990 eine Foyererweiterung, wobei der Zustand von 1924 wiederhergestellt wurde.

### Zeitweise Schließung 2006–2009 und Sanierung 2009–2012
2006 wurde das Theater wegen erheblicher baulicher Mängel geschlossen. Im August 2009 wurde mit der Sanierung des Theaters sowie einem Theaterneubau begonnen. Ermöglicht wurde dies unter anderem durch ein außergewöhnliches bürgerschaftliches Engagement, insbesondere einer Großspende des Heidelberger Unternehmers Wolfgang Marguerre. Die Gesamtkosten betrugen knapp 60 Millionen Euro, etwa 19 Millionen davon wurden gespendet, Marguerre allein trug 15 Millionen Euro bei. Der Neue Saal des Gebäudes wurde nach ihm benannt.
Die Sanierung wurde von dem Darmstädter Architekturbüro Waechter + Waechter durchgeführt. Sie umfasste den gesamten Komplex des ehemaligen Theaters. Der denkmalgeschützte Zuschauerraum in der Theaterstraße 8 und die historischen Gebäude Theaterstraße 4, 6 und 10 sowie das denkmalgeschützte Haus in der Friedrichstraße 5 wurden in einen modernen Theaterbau integriert. Alle Theaterwerkstätten, ein Orchester- und Chorprobesaal und vier Probebühnen befinden sich jetzt unter einem Dach. Durch moderne Bühnentechnik, Beleuchtung und eine sehr gute Akustik können nun künstlerisch-technische Ideen in hoher Qualität umgesetzt werden. Das Theater wurde darüber hinaus um einen neuen zweiten Saal erweitert. Beide Bühnen verfügen über unabhängige Zugänge für das Publikum. Die Ersatzspielstätten während der Sanierung waren das Opernzelt (bis Mitte Juni 2012) und das im ehemaligen Schlosskino untergebrachte Theaterkino (bis Mitte Juli 2012).
Darüber hinaus gibt es die regulären kleineren Spielstätten Zwinger 1 für das Schauspiel sowie kleinere Tanz- und Kammeropern und als Bühne für das Junge Theater den Zwinger 3. Die Wiedereröffnung des Theaters mit der Premiere von Tschaikowskys Mazeppa fand am 24. November 2012 im neuen Marguerre-Saal statt, der ca. 600 Zuschauer fasst.

## Sparten

### Schauspiel
Im Schauspiel gehören Klassiker ebenso zum Repertoire wie zahlreiche Uraufführungen und deutschsprachige Erstaufführungen. Schwerpunkte der Programmgestaltung sind internationale Kooperationen, thematische Festivals sowie die kontinuierliche Förderung von Theaterautoren. Seit 1984 gibt es den Heidelberger Stückemarkt, eines der traditionsreichen deutschen Festivals für Gegenwartstheater mit einem jährlich wechselnden Gastland und renommierten Autorenwettbewerben. 2011, zum Beginn der Intendanz von Holger Schultze, setzte das Zweitaufführungs-Festival Don't Believe the Hype ein Zeichen für Nachhaltigkeit im Kulturbetrieb. 2014 thematisierte das Festival Born with the USA den Abzug der amerikanischen Streitkräfte aus Heidelberg auf dem Gelände des ehemaligen US-Hospitals. Seit 2017 veranstaltet das Theater Heidelberg mit dem Festival ¡Adelante! eine deutschlandweit einzigartige Präsentation der iberoamerikanischen Theaterkultur; daraus entstanden internationale Koproduktionen wie Nimby, La flauta mágica und Propaganda. 2022 feierte das Uraufführungsfestival Remmidemmi die Gegenwartsdramatik mit zehn neuen Stücken, die als Auftragsarbeiten während der Corona-Pandemie entstanden und sich mit dem Thema Widerstand beschäftigten. Immer wieder inszenieren namhafte Regisseur am Heidelberger Schauspiel wie zum Beispiel Claudia Bauer, Victor Bodó, Christian Brey, Stephan Kimmig, Daniela Löffner, Luise Voigt und Stas Zhyrkov. Stückaufträge erhielten unter anderem Raphaela Bardutzky, Rebekka Kricheldorf, Philipp Löhle, Björn SC Deigner und Roland Schimmelpfennig.

### Tanz
Zu Beginn der Intendanz von Holger Schultze wurde in der Spielzeit 2012/13 mit der Dance Company Nanine Linning/Theater Heidelberg wieder eine eigene Tanzcompagnie am Theater und Orchester Heidelberg etabliert. Mit der Spielzeit 2018/19 übernahm der spanische Choreograf und ehemalige Tänzer Iván Pérez die künstlerische Leitung des neuen Dance Theatre Heidelberg (DTH). Das Dance Theatre Heidelberg plädiert für eine zeitgenössische Ästhetik sowie eine integrative Arbeitsweise innerhalb der deutschen Land-, Stadt- und Staatstheaterlandschaft. Das Repertoire der Compagnie umfasst verschiedene Kreationen von Iván Pérez – oft in Zusammenarbeit mit dem Philharmonischen Orchester Heidelberg und anderen Sparten des Hauses – und Auftragswerke von internationalen Gastchoreografen. Das zweijährig stattfindende Festival Tanzbiennale Heidelberg ist eine Kooperation mit dem UnterwegsTheater und zeigt ein internationales Gastspielprogramm. Das DTH wurde in den letzten Jahren zu Gastspielen nach Taiwan, Spanien, Paris und Amsterdam eingeladen.

### Musiktheater
Die Musiktheatersparte des Theaters und Orchester Heidelberg umfasst das Sänger-Ensemble und den Opernchor (plus Extra- und Kinderchor) sowie das Philharmonische Orchester Heidelberg, das die Operninszenierungen begleitet und als Konzertorchester eine eigene Sparte bildet. Das Repertoire des Musiktheaters umfasst Werke aller musikalischen Epochen, vom Barock bis zum zeitgenössischen Musiktheater, und der Genres Oper, Operette und Musical. Das jährliche Festival, das Barock-Fest Winter in Schwetzingen, erweckt im Schwetzinger Rokokotheater unbekannte Opernraritäten zu neuem Leben. Seit der Spielzeit 2018/19 steht die Musiktheatersparte unter der gemeinsamen Leitung von Ulrike Schumann (Operndirektion-Leitung Dramaturgie) und Thomas Böckstiegel (Operndirektion-Leitung Casting).

### Philharmonisches Orchester
Das Philharmonische Orchester Heidelberg gehört seit 2005 zum Theater der Stadt. Mit zahlreichen Konzerten und der Begleitung von Operninszenierungen bildet es eine eigene Sparte. Das Orchester prägt mit einer stilistischen Flexibilität vom Barock bis zur Moderne sowie abwechslungsreichen Konzertformaten das Musikleben der Stadt. Zweimal wurde es vom Deutschen Musikverleger-Verband mit dem Preis für das Beste Konzertprogramm ausgezeichnet. Die pädagogische Musikvermittlung spielt eine große Rolle. Seit 2006 beschäftigen sich die Philharmoniker im Rahmen des Festivals Winter in Schwetzingen mit historischer Aufführungspraxis. Mit dem Heidelberger Künstlerinnenpreis und seinen Konzertprogrammen setzt sich das Orchester regelmäßig mit dem Werk von Komponistinnen auseinander. Mit der Spielzeit 2024/25 wurde Mino Marani zum Generalmusikdirektor des Philharmonischen Orchesters Heidelberg berufen.
Der Spielort für die Philharmonischen Konzerte ist die Stadthalle Heidelberg. Seit der Spielzeit 2019/20 befindet diese sich in Sanierung und wird im Januar 2026 durch das Philharmonische Orchester Heidelberg wieder eröffnet.

### Kinder- und Jugendtheater
Das Kinder- und Jugendtheater wurde 1984 eröffnet und feierte im März 2014 sein 30-jähriges Jubiläum unter der Schirmherrschaft von Franziska van Almsick. Als vierte Sparte des Theaters und Orchesters Heidelberg verfügt das Junge Theater über eine eigene Spielstätte (Zwinger 3) und ein eigenes sechsköpfiges Ensemble. Pro Spielzeit entstehen ca. sechs Inszenierungen für Kinder und Jugendliche aller Altersstufen, darunter ein Kinderstück auf der großen Bühne in der Vorweihnachtszeit sowie eine Open-Air-Produktion im Rahmen der Heidelberger Schlossfestspiele. Seit der Spielzeit 2016/17 ist Natascha Kalmbach Leiterin des Jungen Theaters Heidelberg.
Es gibt in jeder Spielzeit unterschiedliche Formate, bei denen Kinder, Jugendliche und Erwachsene selbst Theater spielen können: Spielclubs, Ferienclubs, Gruppen-Workshops und das Theaterlabor. Zusätzlich werden die Heidelberger Schultheatertage mit Vorstellungen, Workshops und Gesprächen veranstaltet.
Seit der Spielzeit 2016/17 ist Natascha Kalmbach Leiterin des Jungen Theaters Heidelberg.

## Theaterprojekte
Im Rahmen der Kooperation „Theater und Schule“', eingeführt mit der Intendanz von Holger Schultze, besuchen alle Schüler der beteiligten Schulen in Heidelberg und Umgebung mindestens einmal im Jahr eine Theatervorstellung und erhalten darüber hinaus theaterpädagogische Angebote wie Vor- und Nachbereitungen oder Theaterführungen. Das Heidelberger Modell bietet unabhängig von Herkunft, Religion, Nationalität oder Vorerfahrung eine Begegnung mit dem Theater und seinen Künstlern. Mehrere tausend Schüler besuchen dadurch regelmäßig jede Spielzeit Vorstellungen aller Sparten, Proben sowie Workshops und werden theaterpädagogisch begleitet.
In Ferienprojekten können Kinder und Jugendliche zu Forschern werden. Mit Künstlern aus verschiedenen Disziplinen untersuchen sie gemeinsam in Experimenten ein bestimmtes Thema in all seinen Facetten. Zum Abschluss des viertägigen „Theaterlabors“ präsentieren die zu Experten gewordenen Teilnehmer ihre Forschungsergebnisse vor Publikum.
Für Kinder, Jugendliche, aber auch Erwachsene jeden Alters bietet das Theater und Orchester Heidelberg eine Vielzahl an Möglichkeiten, selbst auf der Bühne zu stehen. Gelegenheit dazu gibt es zum Beispiel in der Statisterie des Theaters, den verschiedenen Spielclubs des Jungen Theaters Heidelberg oder auch dem Kinder- und Jugendchor.
Der „Club der Begegnungen“ des Jungen Theaters Heidelberg setzte in der Spielzeit 2017/18 den Theateraustausch mit der Stadt Rehovot fort. Im Rahmen der Städtepartnerschaft Heidelberg-Rehovot, welche bereits seit 1983 besteht, trafen die verschiedenen Kulturen aufeinander. Nach dem Besuch des Clubs in Israel vom 22. bis 29. Mai 2018 kamen die israelischen Jugendlichen nach Heidelberg. In verschiedenen Workshops ging es darum, durch theatrale und musikalische Mittel den kulturellen Austausch zu verarbeiten und zu visualisieren. Am Ende des Austausches gab es eine öffentliche Präsentation des erarbeiteten Materials im Theater. Zudem wurden verschiedene Aktivitäten in und um Heidelberg organisiert, um den israelischen Gästen Stadt und Theaterkultur näherzubringen.
Seit 2020 existiert für Studierende der Universität Heidelberg, der Pädagogischen Hochschule Heidelberg, der Hochschule für jüdische Studien Heidelberg und der Hochschule für Kirchenmusik Heidelberg eine Theaterflatrate. Diese ist im Semesterbeitrag enthalten und berechtigt zum kostenlosen Besuch von Vorstellungen im Theater Heidelberg. Karten können fünf Tage vor der jeweiligen Vorstellung reserviert werden.
In der Spielzeit 2022/23 etablierte das Theater die Veranstaltungsreihe „zwinger x“. Das Format öffnet die Theaterbühne für verschiedene Kunst- und Diskursformate zur Auseinandersetzung mit gesellschaftlichen Gegenwartsfragen. Die Veranstaltungen behandeln Themen wie gesellschaftliche Diversität, Diskriminierung und Perspektivwechsel.

## Resonanz und überregionale Anerkennung
Insgesamt übersteigt die Zahl der Theaterbesucher mit über 170.000 die Einwohnerzahl Heidelbergs von rund 146.000 bei weitem. Das Theater ist mit ca. 300 festen Mitarbeitern und ca. 150 regelmäßigen Gästen einer der größten Arbeitgeber der Stadt. Wie geschätzt das Theater seitens der Bevölkerung ist, zeigt sich am deutlichsten daran, dass auch dank der großzügigen Sponsoren und Spender aus Heidelberg die Sanierung der Städtischen Bühnen realisiert werden konnte.
Die Möglichkeit für alle Theaterinteressierten, einmal „hinter die Kulissen zu schauen“, bieten öffentliche Theaterführungen des Theaters und Orchesters Heidelberg. Anlässlich des 10-jährigen Jubiläums des Wiedereinzugs in das sanierte und teilweise neu gebaute Stadttheater wurde ein online zugänglicher 360° Rundgang durch das Theater produziert.
Die Resonanz beim Publikum ist überaus groß. So konnte die Theaterleitung allein in der Spielzeit 2012/13 eine Auslastung von weit über 80 % verzeichnen. Die neue Tanzsparte verzeichnete einen Erfolg von über 98 %. Nanine Linning, Leiterin und Chefchoreografin der Dance Company Nanine Linning/Theater Heidelberg, war in der Spielzeit 2012/13 und 2013/14 für den bedeutendsten deutschen Theaterpreis „Der Faust“ nominiert. In der Spielzeit 2013/014 führte Linning in Heidelberg zum ersten Mal bei der Oper echnaton von Philip Glass (Premiere 6. Juni 2014) Regie. Ebenfalls nominiert war für „Der Faust“ 2013 die Sopranistin Sharleen Joynt für ihre Partie „1. hoher Sopran / Ariadne“ in der Zweitinszenierung von Wolfgang Rihms Dionysos, eine Inszenierung der Opernsparte, der Heribert Germeshausen seit der Spielzeit 2011/12 als Operndirektor künstlerisch vorsteht. Eine weitere Nominierung für „Der Faust“ im Jahre 2014 gab es für Viktor Bodós Inszenierung König Ubu der Sparte Schauspiel. Somit ist es den Heidelbergern Theatermachern innerhalb von zwei Jahren gelungen, mit allen Sparten (Oper, Tanz, Schauspiel) für den „Faust“ nominiert zu werden.
In der jährlich stattfindenden Kritikerumfrage der Fachzeitschrift Die deutsche Bühne erhielt das Theater und Orchester Heidelberg mehr Nennungen als jedes andere Stadttheater in Deutschland – unter anderem fünf Stimmen in der Kategorie „Ungewöhnlich überzeugende Theaterarbeit abseits großer Theaterzentren“. Für die ungewöhnlich überzeugende Theaterarbeit „abseits der Zentren“ und in der Rubrik „Tanz“, gab es für 2014 im zweiten Jahr in Folge erneute Nominierungen.
Im Jahrbuch der opernwelt 2014 hat es das Theater geschafft, bei der Umfrage sechs Nennungen zu erhalten. Rumor in der Kategorie Regie und Iphigenia auf Tauris in der Kategorie Wiederentdeckung des Jahres, Echnaton in gleich vier Kategorien: Aufführung, Bühnenbild, Kostüme und Sänger. Zudem erhielt die neue Heidelberger Chordirektorin Anna Töller eine Nennung in der Kategorie „Chor“ am Theater Vorpommern.
Ebenso hat die Heidelberger Dance Company in der Kategorie „Kompanie oder Kollektiv des Jahres“ im Jahrbuch tanz 2014 eine erneute Nennung erlangt. Das Theater und Orchester Heidelberg engagiert sich gemeinsam mit dem Theater Freiburg seit 2008 in den wichtigen internationalen Netzwerken „European Theatre Convention“ und „Opera Europa“.
In der Spielzeit 2015/16 gab es für das Theater und Orchester Heidelberg zwei Nominierungen für den renommierten Theaterpreis „Der Faust“: für Kangmin Justin Kim für seine Rolle des Pym in der gleichnamigen Oper sowie für Markolf Naujoks und seine Regie bei Mahlzeit im Jungen Theater Heidelberg.

## Festivals
Das Theater und Orchester Heidelberg ist das Stadttheater im deutschsprachigen Raum mit der größten Zahl an jährlich stattfindenden Festivals. Mindestens vier Festivals finden pro Spielzeit am Haus statt.

### Winter in Schwetzingen
Von Dezember bis Februar findet alljährlich das Barock-Fest Winter in Schwetzingen statt. Hier gelang unter Leitung des Dramaturgen und Operndirektoren Bernd Feuchtners eine Renaissance der Bühnenwerke Antonio Vivaldis. Ab der Spielzeit 2011/12 wurde unter der künstlerischen Leitung von Heribert Germeshausen der Schwerpunkt auf die Ausgrabung von Werken der neapoletanischen Schule (Opera Neapoletana) verlagert. Mit Wechsel der künstlerischen Leitung in der Spielzeit 2018/19 auf Ulrike Schumann und Thomas Böckstiegel liegt der Fokus des Barockfests auf der Wiederentdeckung vergessener Werke der deutschen Barock-Oper. So kamen unter anderem Georg Caspar Schürmanns Die getreue Alceste, wie auch Reinhard Keisers Ulysses und Nebucadnezar zu szenischen Wieder-Aufführungen.

### Tanzbiennale Heidelberg
Die Tanzbiennale Heidelberg, ein Projekt der TANZallianz (Kooperation des Theaters und Orchesters Heidelberg und des UnterwegsTheaters) findet jeweils im Abstand von zwei Jahren, erstmals vom 21. Februar bis 2. März 2014, in Heidelberg statt. Es ist ein Festival für den zeitgenössischen Tanz, nationale sowie internationale Gastspiele und Kompanien aus ganz Baden-Württemberg. Im Februar 2025 findet die 6. Tanzbiennale statt. 2022 fand mit dem FLUX-Festival Heidelberg ein Tanzfestival von und für die lokale Tanzszene statt.

### Heidelberger Stückemarkt
An zehn Tagen im Frühling präsentiert der Heidelberger Stückemarkt seit 1984 die Avantgarde des Schauspiels: Neue, noch nicht aufgeführte Stücke werden in Lesungen vorgestellt und herausragende Uraufführungen aus dem deutschsprachigen Raum zu Gastspielen eingeladen. Dabei gibt es verschiedene, von einer Fachjury vergebene Autorenpreise zu gewinnen. Namhafte Theater wie das Deutsche Theater Berlin, die Münchner Kammerspiele oder das Burgtheater Wien sind regelmäßig zu Gast beim Heidelberger Stückemarkt. Es werden gesellschaftliche Diskurse angestoßen und ästhetische Tendenzen des zeitgenössischen Sprechtheaters reflektiert. Kultureller Austausch findet mit einem jährlich wechselnden Gastland statt; Gastländer der vergangenen Jahre waren Ägypten, Griechenland, Finnland, Mexiko, Belgien, Ukraine, Südkorea, Türkei, Litauen, Spanien, Schweden, Georgien und China.

### ¡Adelante!
Im Februar 2017 richtete das Theater und Orchester unter der künstlerischen Leitung von Holger Schultze und Lene Grösch erstmals das iberoamerikanische Theaterfestival ¡Adelante! aus, das zwölf Gastspiele aus Lateinamerika und Spanien sowie eine deutsch-chilenischen Koproduktion (Uraufführung) zeigte. Nach 2017 und 2020 fand 2024 die dritte Festivalausgabe statt.

### Heidelberger Schlossfestspiele
Die Heidelberger Schlossfestspiele ziehen jeden Sommer sowohl die Heidelberger als auch zahlreiche Touristen an. Geboten werden Schauspiel- sowie Musiktheaterinszenierungen, Konzerte und Programme vor der malerischen Kulisse des Heidelberger Schlosses. Zu den Schlossfestspielen 2023 kamen über 40.000 Besucher bei einer Platzausnutzung von 98 Prozent. Im Sommer 2026 wird das 100-jährige Bestehen der Heidelberger Schlossfestspiele gefeiert.

### Remmidemmi – Das Uraufführungsfestival
Angesichts der Corona-Krise, des Krieges in der Ukraine und der Dauerkrise der Theaterbühnen wurde 2022 das Festival „Remmidemmi“ veranstaltet. Es zeigte zehn neue Stücke zum Thema Widerstand, die meisten davon Uraufführungen aktueller Autoren, darunter Arbeiten von namhaften Dramatikerinnen und Dramatikern wie Rebekka Kricheldorf, Konstantin Küspert und Roland Schimmelpfennig.

### Heidelberger Schultheatertage
Auch für die jungen Zuschauer richtet das Theater und Orchester Heidelberg regelmäßig Festivals aus. Bei den Heidelberger Schultheatertagen haben Schüler aus Heidelberg und Umgebung die Chance auf der Theaterbühne zu stehen und präsentieren Einblicke in ihre eigenen Inszenierungen. Das Festival Junges Theater im Delta ist eine Kooperation des Nationaltheaters Mannheim, des Theaters im Pfalzbau Ludwigshafen sowie des Theaters und Orchesters Heidelberg und fand 2005 bis 2023 unter jährlich wechselndem Motto abwechselnd in den jeweiligen Theatern statt. Heidelberg richtete es zuletzt in der Spielzeit 2024/25 aus.

## Internationale Kooperationen
Das Theater und Orchester Heidelberg engagiert sich seit 2008 in den internationalen Netzwerken European Theatre Convention sowie Opera Europa.
Seit der Spielzeit 2013/14 unternimmt die Opernsparte des Theaters und Orchesters Heidelberg Gastspiele – darunter nach Winterthur, eine auf mehrere Spielzeiten angelegte Zusammenarbeit.
Aber auch die anderen Sparten des Theaters gehen auf Reisen: Die deutsch-chilenische Koproduktion des Theaters und Orchesters Heidelberg mit dem Colectivo Zoológico, Nimby, die im Rahmen von ¡Adelante! entstand, war vom 15. bis 17. Januar 2018 bei dem großen internationalen Theaterfestival in Südamerika Santiago A Mil zu Gast. Drei Wochen lang wurden Produktionen und Inszenierungen aus der ganzen Welt gezeigt. Am 6. und 7. September 2018 fuhren die Künstler dann zum Festival Mirada in São Paulo, Brasilien.
Der gute Mensch von Sezuan, eine deutsch-ungarische Koproduktion, inszeniert von dem ungarischen Regisseur Viktor Bodó, wurde am 19. und 20. April 2018 beim 38. Budapest Spring Festival (30. März bis 22. April 2018) gespielt. Im Budapester József-Katona-Theater präsentierten die Heidelberger Schauspieler gemeinsam mit den ungarischen Kollegen Bertolt Brechts Parabelstück.
Die Heidelberger Inszenierung Beben wurde zu den 43. Mülheimer Theatertagen 2018 eingeladen, wo die Autorin des Stücks Maria Milisavljevic für den mit 15.000 Euro dotierten Mülheimer Dramatikerpreis nominiert war. Damit nahm das Theater Heidelberg zum ersten Mal überhaupt an dem traditionsreichen Stückewettbewerb in Mülheim an der Ruhr teil. 2018 ging Beben dann auf eine große Gastspielreise durch Mexiko (17./18. September 2018) und Kuba (21./22. September 2018 im Teatro Trianon).
Das Jugendtanzprojekt „Trans Lucent“ von Gary Joplin wurde als eine von sechs Produktionen zum „Tanztreffen der Jugend“ 2018 nach Berlin eingeladen. Das Festival fand vom 21. bis 28. September 2018 zum fünften Mal in der Hauptstadt statt.
Das Theater und Orchester Heidelberg lebt Internationalität nicht nur im täglichen Miteinander der verschiedensten Nationalitäten seiner Mitarbeiter, sondern auch in der konkreten Arbeit durch Kooperationen und Festivaleinladungen. Zudem verlieh das Internationale Theaterinstitut (Zentrum Deutschland) 2018 seinen Preis dem ungarischen Regisseur Victor Bodó im Marguerre-Saal des Heidelberger Theaters. Seit 1985 würdigt das deutsche ITI alljährlich Persönlichkeiten mit herausragender Leistung und internationaler Ausstrahlung, die im deutschsprachigen Theaterraum tätig sind.

## Leitung
Intendanten
- 1926–1928: Eugen Keller
- 1928–1933: Erwin Hahn
- 1933–1939: Kurt Erlich
- 1939–1944: Hans Friederici
- 1945/46: Gustav Hartung / Karl-Heinz Stroux (Heidelberger Kammerspiele)
- 1945–1949: Heinrich Köhler-Helffrich[41]
- 1949–1955: Rudolf Meyer
- 1956–1958: Paul Hager
- 1959–1963: Claus Helmut Drese
- 1963–1968: Hans Peter Doll
- 1968–1973: Peter Stoltzenberg
- 1973–1978: Horst Statkus
- 1978–1995: Peter Stoltzenberg
- 1995–2000: Volkmar Clauß
- 2000–2005: Günther Beelitz
- 2005–2011: Peter Spuhler
- 2011–2026: Holger Schultze
- ab 2026: Bernadette Sonnenbichler[42]

Generalmusikdirektoren
- siehe Artikel Philharmonisches Orchester der Stadt Heidelberg